# NGC 2451

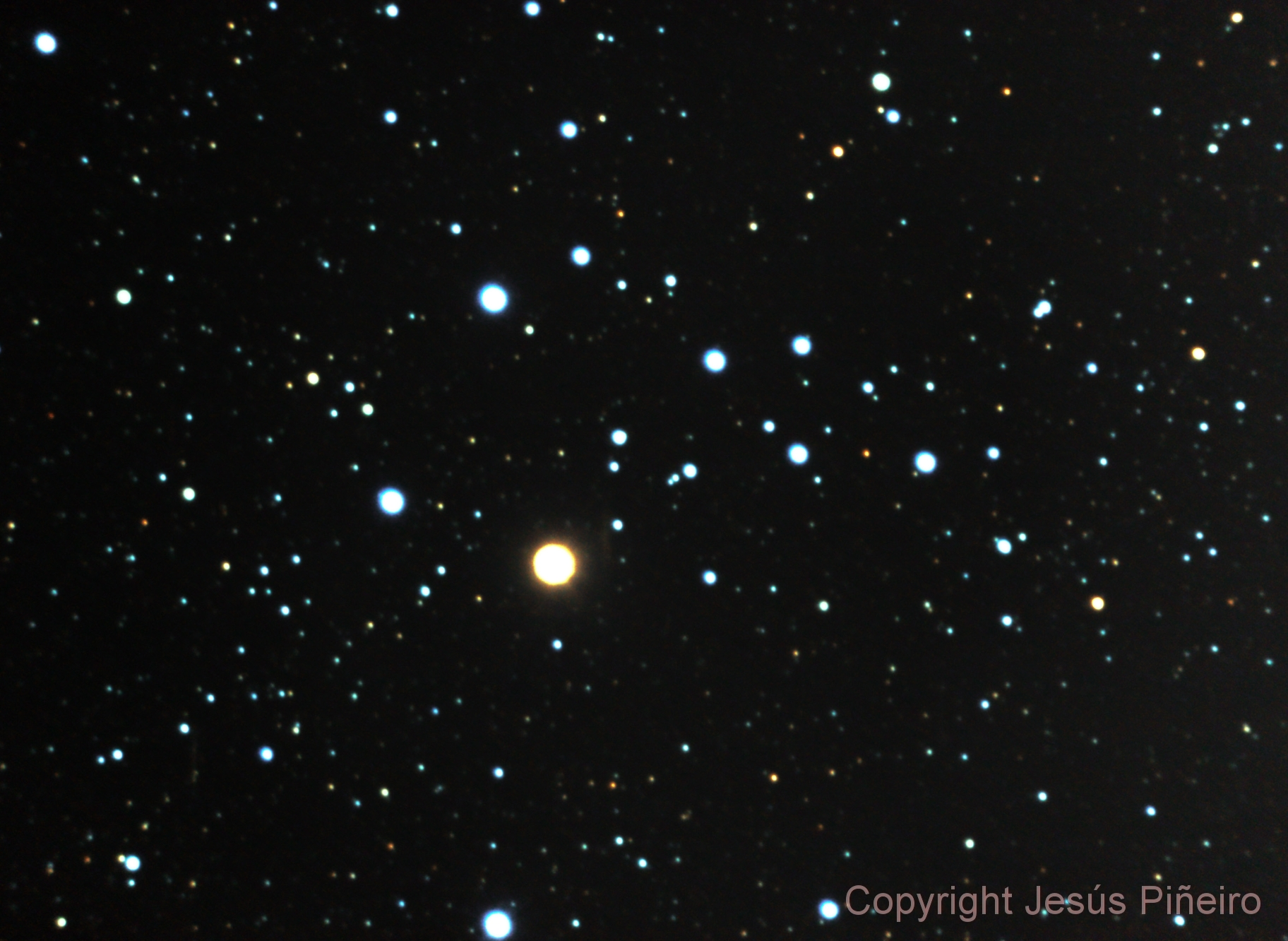
NGC 2451.

NGC 2451 es un cúmulo abierto en la constelación de Puppis relativamente próximo a la Tierra, a sólo 850 años luz (unos 260 pársecs). Con magnitud 2,8 es visible a simple vista. Fue descubierto por el astrónomo Giovanni Batista Hodierna en 1654.
NGC 2451 está compuesto por 50-100 estrellas, entre las que destaca la luminosa c Puppis, gigante amarilla de magnitud aparente +3,6. La más caliente del grupo tiene tipo espectral B8.
No obstante, en 2003 Hünsch et al. demostraron que NGC 2451 no es un único cúmulo, sino dos cúmulos en la misma línea de visión: NGC 2451 A, a 206 pársecs de distancia, y NGC 2451 B, a 370 pársecs. La edad de NGC 2451 A se estima entre 50 y 80 millones de años, y la de NGC 2451 B en 50 millones de años.